# Quiliano (torrente)
Il Quiliano è un torrente della provincia di Savona.

## Percorso

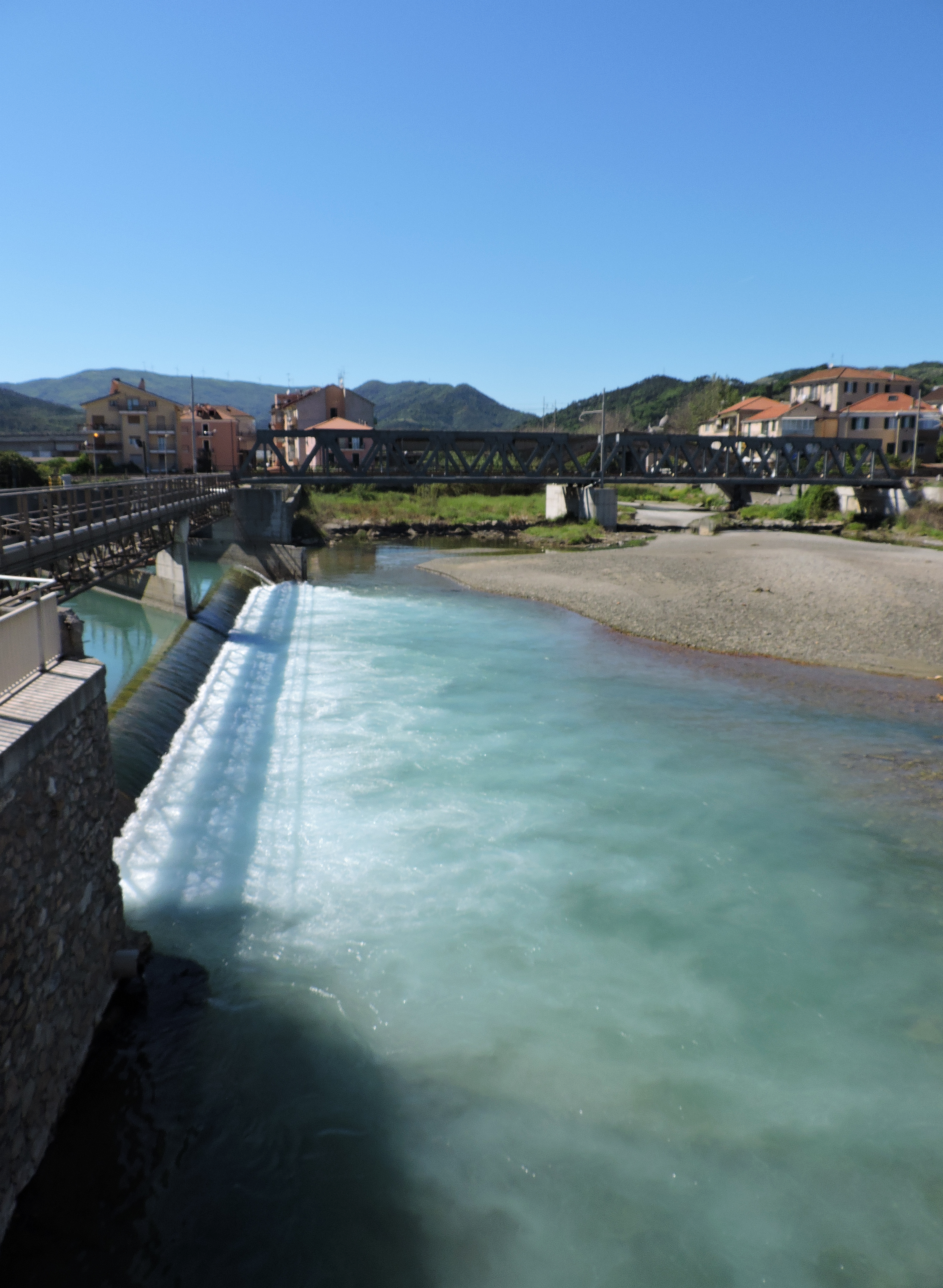
Lo scarico delle acque di raffreddamento della centrale

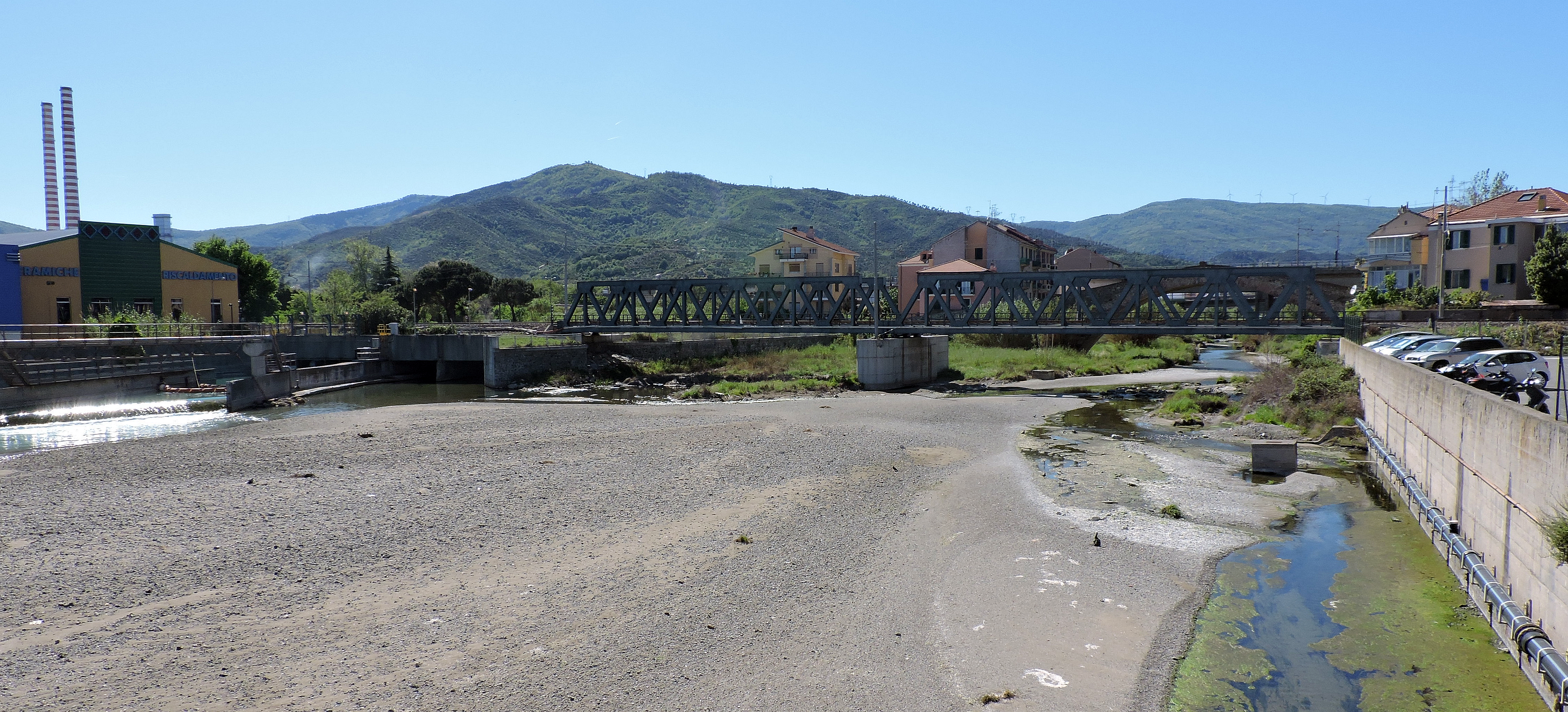
La foce tra Zinola e Vado

Il torrente nasce dall'unione del Danè e del Trexenda, unione che avviene nel comune di Quiliano, in località Molini. Dopo circa 3 km di percorso sfocia nel Mar Ligure presso Zinola. La lunghezza totale del torrente, comprensiva del torrente Trexenda, il suo principale ramo sorgentizio, è di circa 17 km. Il tratto propriamente detto "Quiliano" si trova però solo nella parte pianeggiante della valle omonima.
Il torrente rappresenta il confine naturale tra i comuni di Savona e Vado Ligure nell'ultimo tratto prima della foce. Poco prima della foce il torrente riceve in destra idrografica le acque di raffreddamento della centrale termoelettrica Tirreno Power che, prelevate in mare a circa 400 metri dalla riva grazie ad una apposita opera di presa, vengono restituite nel letto del torrente con un lungo sfioratore a sezione incurvata per ridurre la turbolenza e la forza erosiva delle acque reflue. La possibile presenza di inquinanti negli scarichi ed il loro deposito nei sedimenti nei pressi della foce ha causato preoccupazioni e polemiche ed è stata uno degli elementi delle indagini che hanno portato al sequestro giudiziario dell'impianto, avvenuto nel 2014.
Il bacino del torrente è in buona parte compreso nel comune di Quiliano ed interessa in misura molto minore i comuni di Vado Ligure, Vezzi Portio e Altare.

## Affluenti principali
- Torrente Trexenda: nasce poco ad est del monte Alto e costituisce il più lungo dei rami sorgentizi del Quiliano.
- Torrente Danè: con il Trexenda dà origine al Quiliano propriamente detto.
- Torrente Quazzola: nasce sulle alture prospicienti il Colle di Cadibona / Bocchetta di Altare e confluisce da sinistra nel Quiliano poco a valle del contro del comune omonimo[6].

## Monumenti e luoghi d'interesse
- Ponte Filippo Maria Visconti (Punte de Pria / Ponte di Pietra nel linguaggio locale) del 1434 che collega Savona a Vado Ligure sul torrente Quiliano presso Zinola.
- Ponti Romani della valle del Quazzola[7].